# Sperkhem
Het Sperkhem is een woonwijk binnen de stad Sneek in de Nederlandse provincie Friesland. De wijk telt (in 2008) 2810 inwoners en heeft een oppervlakte van 380 hectare (waarvan 42 hectare water).

## Ligging en bereikbaarheid
De wijk grenst in het noorden aan de binnenstad van Sneek, in het oosten aan het Industrieterrein Houkesloot, in het westen aan Lemmerweg-Oost en in het zuiden aan Duinterpen.
De grootste verkeersaders van de wijk zijn de Oppenhuizerweg en de Johan Willem Frisostraat met de Harinxmabrug. De noordelijke grens van het Sperkhem wordt gevormd door de Stadsgracht, de oostelijke grens is de Houkesloot, de westelijke grens de Woudvaart en de zuidelijke begrenzing wordt gevormd door de Rijksweg 7.

## Historie en bebouwing
Op de plaats van de huidige wijk stond tot 1920 de boerderij Sperckhem, eigendom van het Old Burger Weeshuis. De wijk dankt haar naam aan deze boerderij. De huizen in de wijk stammen veelal van de periode 1920-1930. De Willem de Zwijgerstraat, Frederik Hendrikstraat en de Woudvaartkade stammen van 1929. Ook is er in de jaren 50 nieuwbouw gepleegd, de Ichthuskerk is hier een voorbeeld van. In 1988 is de wijk uitgebreid met de buurt Tuindorp. De wijk is vanaf 2005 deels gerenoveerd en herbouwd.
Het Sperkhem is een volksbuurt en kende veel slagerijen, bakkerijen en kruidenierswinkels. Vele hiervan zijn inmiddels gesloten. In het uiterste zuiden van de wijk ligt het Zuidersportpark en het woonwagenkamp.
De wijkvereniging van de wijk heet Sperkhem-Tuindorp en is gevestigd in wijkcentrum De Eekmolen.

### Straatnaamverklaring
De straten in het Sperkhem zijn vernoemd naar leden van de koninklijke familie.

### Bezienswaardigheden
In de wijk bevinden zich een rijksmonument:
- Harinxmabrug

Verder zijn bezienswaardig, onder meer:
- Kerk Baptisten Gemeente
- Nieuw-Apostolische Kerk
- Ichthuskerk